# ثوم كاسيوسي
الثوم الكاسيوسي (باللاتينية: Allium cassium) نوع نباتي عشبي يتبع جنس الثوم من الفصيلة الثومية. سمي نسبة إلى جبل الأقرع (كاسيوس حسب الاسم الروماني القديم) قرب كسب.

## الموئل والانتشار
ينتشر في بلاد الشام وتركيا وقبرص.